# Camponotus gibbosus
Camponotus gibbosus é uma espécie de inseto do gênero Camponotus, pertencente à família Formicidae.